# Solène Butruille
Solène Butruille (2 de noviembre de 1997) es una deportista francesa que compite en esgrima, especialista en la modalidad de florete.
Ganó dos medallas en el Campeonato Mundial de Esgrima, en los años 2022 y 2023, y dos medallas de plata en el Campeonato Europeo de Esgrima, en los años 2019 y 2022.

## Palmarés internacional
| Campeonato Mundial | Campeonato Mundial    | Campeonato Mundial | Campeonato Mundial  |
| Año                | Lugar                 | Medalla            | Prueba              |
| ------------------ | --------------------- | ------------------ | ------------------- |
| 2022               | El Cairo (Egipto)     | Medalla de bronce  | Florete por equipos |
| 2023               | Milán (Italia)        | Medalla de plata   | Florete por equipos |
| Campeonato Europeo |                       |                    |                     |
| Año                | Lugar                 | Medalla            | Prueba              |
| 2019               | Düsseldorf (Alemania) | Medalla de plata   | Florete por equipos |
| 2022               | Antalya (Turquía)     | Medalla de plata   | Florete por equipos |